# Monanthotaxis buchananii
Monanthotaxis buchananii är en kirimojaväxtart som först beskrevs av Adolf Engler, och fick sitt nu gällande namn av Bernard Verdcourt. Monanthotaxis buchananii ingår i släktet Monanthotaxis och familjen kirimojaväxter. Inga underarter finns listade i Catalogue of Life.